# Lamina dentalis

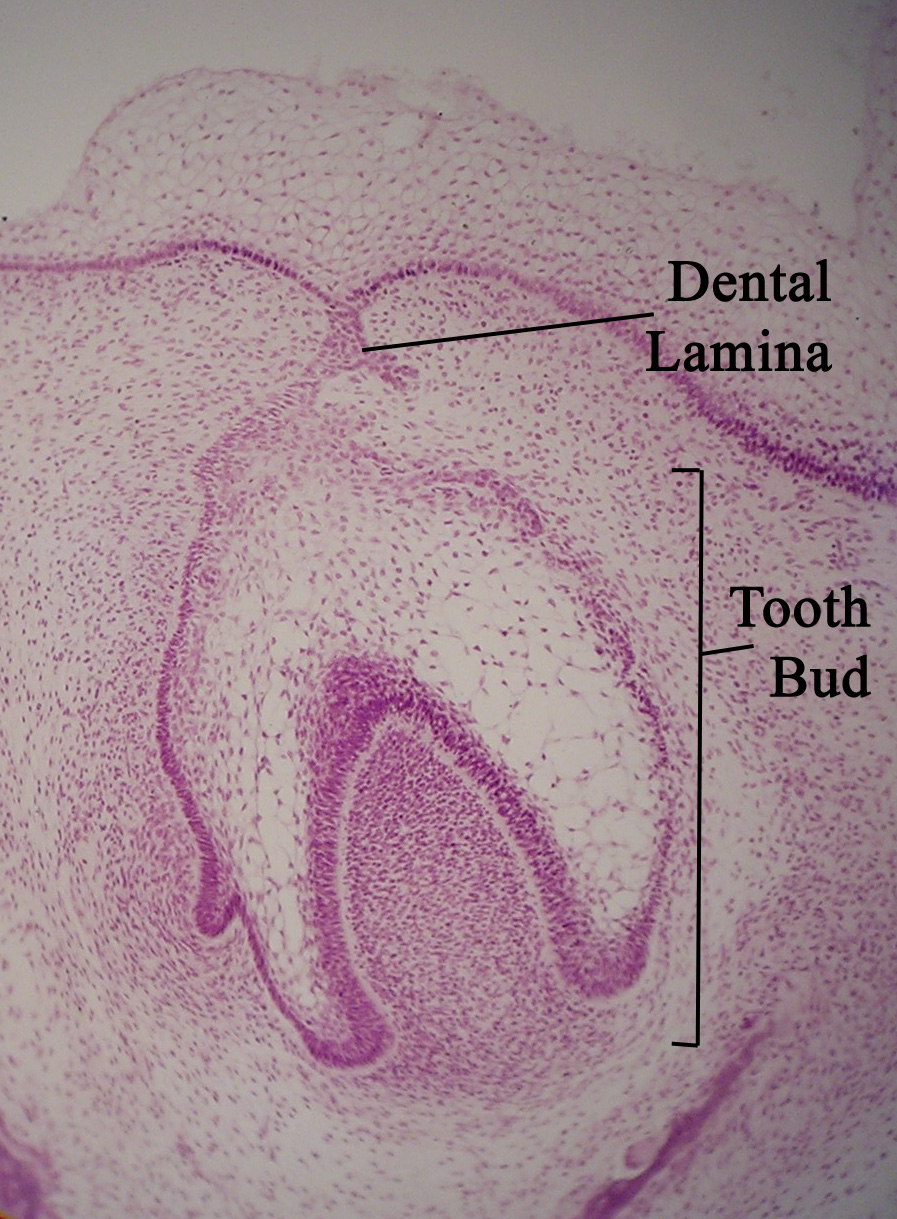

De lamina dentalis is een band van epitheelweefsel dat voorkomt in histologische secties van een zich ontwikkelende tand.
De tandheelkundige lamina is een eerste aanwijzing van tandontwikkeling en begint bij de zesde week in utero of drie weken na de breuk van de membrana buccopharyngica. Het wordt gevormd wanneer cellen van het orale ectoderm zich sneller ontwikkelen dan de andere cellen, met deze ingroei van het orale ectoderm wordt de lamina dentalis vaak onderscheiden van de vestibulaire lamina die zich gelijktijdig ontwikkelt. Dit aparte weefsel is omgeven door en wordt, volgens sommigen, gestimuleerd door ectomesenchymatische groei.
Eenmaal aanwezig verbindt de lamina dentalis de punt van de zich ontwikkelende tand aan het epitheel van de mondholte. Uiteindelijk vervalt de lamina dentalis in kleine clusters van epitheel en wordt geresorbeerd. In situaties waarin de clusters niet geresorbeerd worden, (deze resten van de lamina dentalis wordt ook wel de klieren van Serres genoemd) ontstaat een eruption hematoma over de ontwikkelende tand en leidt de uitbarsting tot vertraging in het doorgroeien in de mondholte.
Deze instulping in het ectodermale weefsel is de voorlopercel van latere ameloblasten en glazuur terwijl het ectomesenchym verantwoordelijk is voor de dentale papilla en later odontoblasten.